# Daniel Noonan
Daniel Noonan (født 28. oktober 1979 i Warren) er en australsk tidligere roer.
Noonan har roet i flere bådtyper, men primært dobbeltfirer. Ved OL 2008 i Beijing deltog han i denne bådtype sammen med James McRae, Chris Morgan og Brendan Long. De vandt deres indledende heat i olympisk rekordtid, og i semifinalen blev de nummer to. Finalen blev vundet af Polen foran Italien, mens den franske båd akkurat slog australierne, der dermed blev nummer fire.
Ved VM i 2009 vandt australierne med Noonan sølv i dobbeltfireren, og ved VM i 2010 blev det til VM-bronze, inden de i 2011 blev verdensmestre. Her bestod besætningen foruden Noonan af Chris Morgan, James McRae og Karsten Forsterling.
Besætningen, der blev verdensmestre i 2011, deltog også i OL 2012 i London, og i indledende runde blev australierne nummer tre og slap kun akkurat fra at komme i opsamlingsheatet. I semifinalen blev de nummer to, og i finalen sejrede Tyskland foran Kroatien, mens australierne vandt bronze.

## OL-medaljer
- 2012:  Bronze i dobbeltfirer